# Административное деление Беларуси

Административное деление Республики Беларусь

Республика Беларусь — унитарное государство, административно-территориальной единицей первого уровня которого являются город Минск и 6 областей (Брестская, Витебская, Гомельская, Гродненская, Минская, Могилёвская).
Области разделены на 118 районов и 10 городов областного значения (административно-территориальные единицы второго, базового уровня). Город республиканского значения разделён на 9 районов города республиканского значения. Третий, первичный уровень административно-территориальных единиц образуют 104 города районного подчинения (в том числе 90 районных центров и 14 горсоветов), 27 городских посёлков, находящихся в районном подчинении (в том числе 19 районных центров и 8 поссоветов), 1125 сельсовет. Остальные 58 посёлков городского типа входят в состав сельсоветов. Минск, областные центры, а также город Бобруйск, разделены на 24 городских района.
| Уровни административного деления Республики Беларусь                                                                        |
| --- |
| 1-й уровень (7) |
| Области (6), Город республиканского значения (1)                                                                            |
| 2-й уровень (127) |
| Районы (108), Города областного значения (10), Районы города республиканского значения (9)                                  |
| 3-й уровень (1356) |
| Сельсоветы (1125), Города районного подчинения (100), Посёлки городского типа (94), Районы городов областного значения (11) |

## Административно-территориальные единицы
Административно-территориальное деление Беларуси определяется Законом Республики Беларусь от 5 мая 1998 года № 154-З «Об административно-территориальном устройстве Республики Беларусь».
Согласно этому закону административно-территориальными единицами Беларуси являются:
- Первый уровень:
  - столица Беларуси (статус города Минска определяется законом);
  - области;
- Второй (базовый) уровень:
  - города областного подчинения — с численностью населения не менее 50 тыс. чел., являющиеся административными и крупными экономическими и культурными центрами, с развитой производственной и социальной инфраструктурой (этот статус могут иметь города с меньшим населением, имеющие важное промышленное, историческое значение, перспективы дальнейшего развития и роста численности населения);
  - районы;
- Третий (первичный) уровень:
  - города районного подчинения — с численностью населения более 6 тыс. чел., имеющие промышленные предприятия, сеть учреждений социально-культурного и бытового назначения, с перспективами дальнейшего развития и роста численности населения;
  - посёлки городского типа:
    - городские посёлки — с численностью населения более 2 тыс. чел., имеющие промышленные и коммунальные предприятия, социально-культурные учреждения, предприятия торговли, общественного питания, бытового обслуживания;
    - курортные посёлки — с численностью населения более 2 тыс. чел., на территории которых расположены оздоровительные учреждения, предприятия торговли, общественного питания и бытового обслуживания населения, культурно-просветительные учреждения;
    - рабочие посёлки — с численностью населения более 500 чел., расположенные при промышленных предприятиях, электростанциях, стройках, железнодорожных станциях и других объектах;

  - сельские населённые пункты
    - агрогородки — благоустроенные населённые пункты, в которых создана производственная и социальная инфраструктура для обеспечения социальных стандартов проживающему в них населению и жителям прилегающих территорий; при наличии агрогородка на территории сельсовета в нём размещается административный центр (понятие «агрогородок» появилось в Беларуси в связи с принятием «Государственной программы возрождения и развития села на 2005—2010 годы»);
    - посёлки, деревни, хутора — все остальные населённые пункты

  - сельисполкомы — входят в состав районов, объединяя на своей территории несколько сельских населённых пунктов; административный центр сельисполкома размещается в агрогородке, а при его отсутствии — в одном из населённых пунктов на территории сельисполкома.

## История формирования областей Беларуси

### 1919—1924 годы
30 декабря 1918 года VI Северо-Западная конференция РКП(б) в резолюции «О провозглашении Западной Коммуны Белорусской Советской Республикой» территорию республики определила в составе Минской, Гродненской, Могилевской, Витебской и Смоленской губерний. В этот же день конференция, конституируя себя как I съезд Компартии Белоруссии, в постановлении о границах Белорусской республики вопрос о территории конкретизировала: «основным ядром» ССРБ определялась Минская, Смоленская, Могилевская, Витебская и Гродненская губернии с «частями прилегающих к ним местностей соседних губерний, населенных по преимуществу белорусами» (Суражский, Мглинский, Стародубский и Новозыбковский уезды Черниговской губернии, Вилейский уезд и части Свенцянского и Ошмянского уездов Виленской губернии, Августовский уезд бывшей Сувалковской губернии, часть Ново-Александровского уезда Ковенской губернии). Одновременно признавалась возможность исключения из состава республики Гжатского, Сычевского, Вяземского и Юхновского уездов Смоленской губернии, а также Двинского, Режицкого и Лютинского уездов Витебской губернии.
16 января 1919 года по решению ЦК РКП(б) Витебская, Могилевская и Смоленская губернии были возвращены в прямое подчинение РСФСР.
В феврале 1919 года ССРБ (вышедшая из состава РСФСР 31 января) была объединена с Социалистической Советской Республикой Литвы в Литовско-Белорусскую Советскую Социалистическую Республику, куда вошли Виленская, Минская, часть территории Гродненской и Ковенской губерний. К концу лета 1919 года практически вся территория Литбела была занята польскими войсками, и республика де-факто прекратила существование.
26 апреля 1919 года была образована Гомельская губерния, которую составили 9 уездов (Быховский, Гомельский, Горецкий, Климовичский, Могилёвский, Оршанский, Рогачёвский, Чаусский, Чериковский) упраздненной Могилёвской губернии, Речицкий уезд Минской губернии, Мглинский, Новозыбковский, Стародубский, Суражский уезды Черниговской губернии. С августа 1919 года по август 1920 года в Гомельскую губернию вошли Мозырский, части Бобруйского, Борисовского, Игуменского уездов. В ноябре 1920 года Оршанский уезд передан в Витебскую губернию. В мае 1922 года Мглинский и Чаусский уезды упразднены, Суражский уезд переименован в Клинцовский, образован Почепский уезд. В июле 1922 года большая часть Горецкого уезда передана Смоленской губернии. В феврале 1923 года Быховский уезд упразднен. В мае 1923 год Почепский уезд передан в Брянскую губернию. В марте 1924 года Быховский, Климовичский, Могилёвский, Рогачевский, Чаусский, Чериковский, часть Речицкого уезда переданы в БССР.

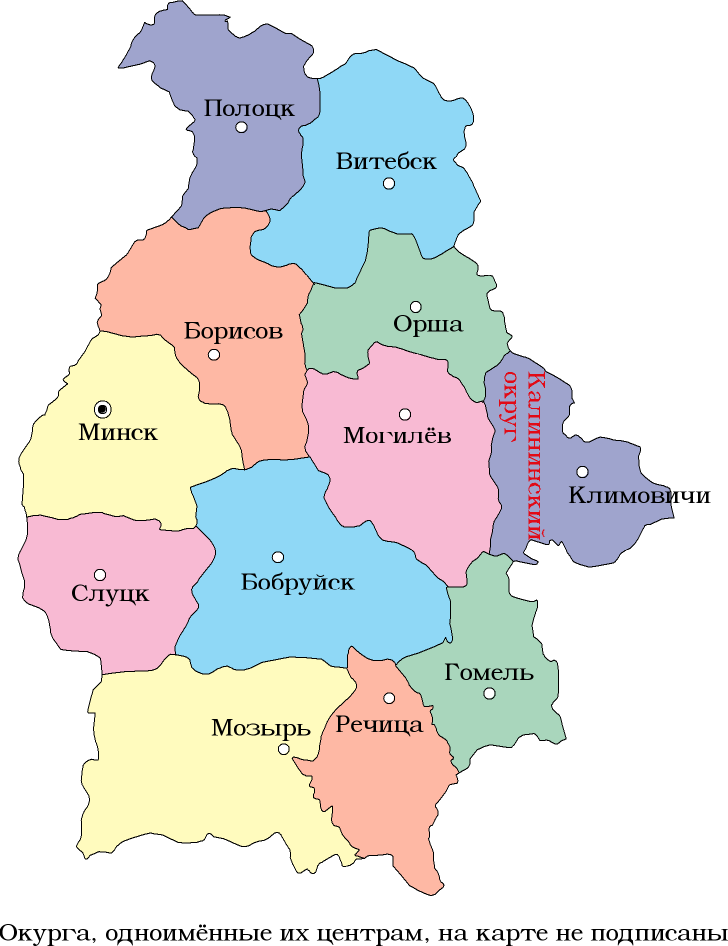
Карта округов Белорусской ССР в 1926 году

Приграничные округа и районы Белорусской ССР в 1937 году

Административно-территориальное деление БССР до ноября 1940 года (после присоединения Западной Белоруссии и до передачи трёх районов Литовской ССР)

Административно-территориальное деление БССР в 1946 году (после окончания Великой Отечественной войны и после передачи Польше Белостокской области)

Административно-территориальное деление БССР в 1955 году

31 июля 1920 года была восстановлена Социалистическая Советская Республика Белоруссия (ССРБ) в составе Минской (без Речицкого уезда) и белорусских уездов Гродненской и Виленской губерний.
По Рижскому мирному договору от 18 марта 1921 года западная часть Белоруссии: Гродненская, почти половина Минской и большая часть Виленской губернии отошла к Польской Республике.
В составе БССР осталась неполная территория 6 уездов бывшей Минской губернии: Бобруйского, Борисовского, Игуменского (с 1923 года — Червенский), Мозырского, частично Минского и Слуцкого.

### 1924—1938 годы

#### Первое укрупнение (1924)
В марте 1924 года в результате возвращения восточнобелорусских территорий из состава РСФСР — так называемого первого укрупнения БССР — в её состав вошли уезды Витебской, Гомельской и Смоленской губерний, в которых преобладало белорусское население. 17 июля 1924 года на территории БССР упразднено старое и принято новое административно-территориальное устройство — округа с делением на районы. Было образовано 10 округов, которые объединяли 100 районов:
- Бобруйский округ (12 районов);
- Борисовский округ (9 районов);
- Витебский округ (12 районов);
- Калининский округ (10 районов);
- Могилёвский округ (10 районов);
- Мозырский округ (9 районов);
- Минский округ (11 районов);
- Оршанский округ (10 районов);
- Полоцкий округ (9 районов);
- Слуцкий округ (7 районов).

#### Второе укрупнение (1926)
В декабре 1926 года Гомельская губерния упразднена: Гомельский и Речицкий уезды присоединены к БССР, Клинцовский, Новозыбковский, Стародубский — к Брянской губернии РСФСР.
В декабре 1926 года в результате второго укрупнения БССР в состав республики из РСФСР переданы Гомельский и Речицкий уезды Гомельской губернии. 8 декабря 1926 года 18 волостей этих уездов переименованы в районы, а уезды переименованы в округа.
9 июня 1927 года упразднены Борисовский, Калининский, Речицкий и Слуцкий округа, их районы распределены по соседним округам. 26 июля 1930 года упразднены остальные 8 округов, а районы перешли под прямое подчинение БССР. Количество районов менялось: 4 августа 1927 года упразднены 16 районов, 8 июля 1931 года — ещё 23 района. 15 февраля 1935 года 15 районов восстановлены.
21 июня 1935 года районы БССР, размещенные вдоль государственной границы с Польшей, были объединены в 4 округа (Лепельский, Мозырский, Полоцкий и Слуцкий).
15 января 1938 года в БССР округа как административные единицы были упразднены и введено областное деление. 20 февраля 1938 года все существовавшие на то время 90 районов республики были распределены между 5 областями:
- Витебская область (20 районов);
- Гомельская область (14 районов);
- Минская область (20 районов);
- Могилёвская область (21 район);
- Полесская область (15 районов).

### 1939—1941 годы
После воссоединения Западной Беларуси с БССР город Вильно и Виленский край в ноябре 1939 года по решению руководства СССР переданы Литве. На оставшейся территории Западной Беларуси 4 декабря 1939 года были образованы 5 областей и 101 район:
- Барановичская область (26 районов);
- Белостокская область (24 района);
- Брестская область (18 районов);
- Вилейская область (22 района);
- Пинская область (11 районов).

В ноябре 1940 года в связи с передачей в состав Литовской ССР части территории БССР были упразднены 3 района: Годутишковский, Поречский и Свенцянский.

### Период немецкой оккупации (1941—1944)
Во время Великой Отечественной войны территория Белорусской ССР была разделена немецкими оккупантами на:
- Генеральный округ «Белоруссия» (нем. General Bezirk Weißruthenien), входивший в состав рейхскомиссариата «Остланд»;
- тыловой район группы армий «Центр»;
- округ «Белосток», был включён непосредственно в состав провинции «Восточная Пруссия» Германского Рейха.
- Часть районов Белорусской ССР была включена в состав рейхскомиссариата «Украина», часть — генерального округа «Литва».

### 1944—1966 годы
После освобождения территории Беларуси от немецких захватчиков 3 района Брестской и 17 районов Белостокской областей в сентябре 1944 года переданы в состав Польши. Белостокская область была упразднена. 20 сентября 1944 года в БССР к ранее существовавшим добавились новые области:
- Бобруйская область (14 районов);
- Гродненская область (15 районов);
- Полоцкая область (15 районов);
- Молодечненская область (переименованная Вилейская[6], 14 районов).

14 мая 1946 года город Минск был отнесён к городам республиканского подчинения.
8 января 1954 года были упразднены Барановичская, Бобруйская, Пинская, Полесская и Полоцкая области и перераспределены районы между смежными областями. 20 января 1960 года упразднена Молодечненская область. На протяжении 1956—1962 годов в БССР проводилось укрупнение районов. В 1965—1966 годах было проведено восстановление, а также создание новых районов.

## Административное деление

### Области
| №        | Область (бел. вобласць)        | Площадь, км² (2017) | Население, чел. (2024) | Административный центр | Внутреннее деление              | Административная карта |
| -------- | ------------------------------ | ------------------- | ---------------------- | ---------------------- | ------------------------------- | --- |
| 1        | Брестская (бел. Брэсцкая)      | 32 786              | ↘ 1 308 569            | Брест                  | 16 районов                      | · Минская область · Витебская область · Гомельская область · Могилёвская область · Минск · Брестская область · Гродненская область |
| 2        | Витебская (бел. Віцебская)     | 40 051              | ↘ 1 081 911            | Витебск                | 21 район                        | · Минская область · Витебская область · Гомельская область · Могилёвская область · Минск · Брестская область · Гродненская область |
| 3        | Гомельская (бел. Гомельская)   | 40 372              | ↘ 1 338 617            | Гомель                 | 21 район                        | · Минская область · Витебская область · Гомельская область · Могилёвская область · Минск · Брестская область · Гродненская область |
| 4        | Гродненская (бел. Гродзенская) | 25 127              | ↘ 992 556              | Гродно                 | 17 районов                      | · Минская область · Витебская область · Гомельская область · Могилёвская область · Минск · Брестская область · Гродненская область |
| 5        | Минская (бел. Мінская)         | 39 854              | ↘ 1 460 289            | Минск                  | 22 района                       | · Минская область · Витебская область · Гомельская область · Могилёвская область · Минск · Брестская область · Гродненская область |
| 6        | Могилёвская (бел. Магілёўская) | 29 068              | ↘ 981 174              | Могилёв                | 21 район                        | · Минская область · Витебская область · Гомельская область · Могилёвская область · Минск · Брестская область · Гродненская область |
| 7        | Город Минск (бел. Горад Мінск) | 348                 | ↘ 1 991 862            | Минск                  | 9 районов городского подчинения | · Минская область · Витебская область · Гомельская область · Могилёвская область · Минск · Брестская область · Гродненская область |
| Беларусь | Беларусь                       | 207 606             | ↘ 9 155 978            | Минск                  | 127 районов                     | · Минская область · Витебская область · Гомельская область · Могилёвская область · Минск · Брестская область · Гродненская область |

### Деление областей
Территория областей делится на территории районов и городов областного подчинения. По состоянию на 1 января 2020 года количество районов составляла 118, из которых 16 районов находились в Брестской области, 21 — в Витебской, 17 — в Гродненской, 21 — в Гомельской, 22 — в Минской, 21 — в Могилёвской. Районы областей в свою очередь делятся на 1151 сельисполком, 13 поссоветов, горсоветов.